# Liste der Monuments historiques in Marson-sur-Barboure
Die Liste der Monuments historiques in Marson-sur-Barboure führt die Monuments historiques in der französischen Gemeinde Marson-sur-Barboure auf.

## Liste der Objekte
| Bezeichnung                 | Beschreibung                                                    | Standort                          | Kennzeichnung | Schutzstatus | Datum | Bild |
| --------------------------- | --------------------------------------------------------------- | --------------------------------- | ------------- | ------------ | ----- | ---- |
| Skulptur Madonna mit Kind   | Stein, farbig gefasst, um 1600                                  | in der Kirche St-Sylvestre (Lage) | PM55002038    | Inscrit      | 1992  |      |
| Kruzifix                    | Holz, farbig gefasst, um 1600                                   | in der Kirche St-Sylvestre (Lage) | PM55002037    | Inscrit      | 1992  |      |
| Weißer Ornat                | Kasel, Manipel und Kelchvelum; Seide, bestickt, 18. Jahrhundert | in der Kirche St-Sylvestre (Lage) | PM55001173    | Classé       | 1995  |      |
| Skulptur Heiliger Silvester | Kalkstein, Ende des 16. Jahrhunderts                            | in der Kirche St-Sylvestre (Lage) | PM55002039    | Inscrit      | 1992  |      |